# 北哈尔本
北哈尔本是德国巴伐利亚州的一个市镇。总面积21.91平方公里，总人口1823人，其中男性878人，女性945人（2011年12月31日），人口密度83人/平方公里。